# Kojsjö
Kojsjö är en sjö i Kungsbacka kommun i Halland och ingår i Viskan-Rolfsåns kustområde.